# Lernanthropus otolithi
Lernanthropus otolithi is een eenoogkreeftjessoort uit de familie van de Lernanthropidae. De wetenschappelijke naam van de soort is voor het eerst geldig gepubliceerd in 1963 door Pillai.